# Kirschbächel
Das Kirschbächel ist ein linker Nebenbach des Schwarzwassers auf dem Gebiet von Johanngeorgenstadt im sächsischen Erzgebirge. Der Bachverlauf ist heute größtenteils verrohrt.
Das Kirschbächel entspringt nördlich des Stadtzentrums von Johanngeorgenstadt im Külliggutgebiet. Der Bach bildet die geographische Grenze zwischen Vorderen und Mittleren Fastenberg, den es hinunterläuft und im Johanngeorgenstädter Ortsteil Steigerdorf bei der früheren Brettmühle in das Schwarzwasser mündet. Der natürliche Verlauf des Kirschbächels wurde durch den Uranbergbau der Wismut AG und die massive Aufschüttung von Halden und Anlegung des Schlammteichs größtenteils zerstört.
Seit dem 17. Jahrhundert wurde im Tal des Kirschbächels Bergbau betrieben, wovon noch heute einige Reste zu erkennen sind. Dazu zählen der Treue Freundschaft- und der Elias-Stolln, dessen beide Mundlöcher und Hüthäuser heute noch erhalten sind und die Halde des Maria Lichtmeß Stolln.
Christian Gottlob Wild schrieb 1809, dass das Wasser des Kirschbächels selbst in den heißesten Tagen von siderischer Kälte ist und dem reinsten Krystall gleicht sowie sehr gesund ist.